# H. F. Borbein & Company
H. F. Borbein & Company war ein US-amerikanischer Hersteller von Automobilen.

## Unternehmensgeschichte
Das Unternehmen hatte seinen Sitz in St. Louis in Missouri. Ab 1899 entstanden Achsen und Räder. 1900 stellte Henry F. Borbein einen Prototyp her. Von 1901 bis Oktober 1903 war Borbein Manager bei der Brecht Automobile Company. Während dieser Zeit erhielt er auch mindestens ein Patent. Ab 1904 fertigte er in seinem eigenen Betrieb Fahrzeuge. Der Markenname lautete Borbein. Im August 1907 drohte eine Übernahme. Bis Ende 1909 bot er seine Fahrzeuge an. Er stellte noch bis 1919 Zubehör her und verkaufte dann das Unternehmen an seinen Sohn Alfred Borbein.

## Fahrzeuge
Der Prototyp war ein Elektroauto mit der Karosserieform Runabout.
Die Fahrzeuge der Zeitspanne von 1904 bis 1909 waren überwiegend Kit Cars. Das Modell No. 26 hatte ein Fahrgestell mit 330 cm Radstand und war als Tourenwagen  karosseriert.